# Lenny Abrahamson
Leonard „Lenny“ Abrahamson (* 30. November 1966 in Dublin) ist ein irischer Regisseur.

## Leben und Karriere
Abrahamson arbeitete in den späten 1980er und frühen 1990er Jahren an ersten Kurzfilmen. In seinem ersten Kurzfilm Mendel Walzman thematisierte er 1987 die Geschichte seines Großvaters mütterlicherseits, der aus Polen stammte und später über Belgien nach Irland auswanderte.
Während seines Studiums am Trinity College Dublin gründete er mit dem späteren Filmproduzenten Ed Guiney die Trinity Video Company. Seine erste professionelle Regiearbeit 3 Joes erschien 1991 und wurde auf diversen Filmfestivals aufgeführt.
Nachdem Abrahamson ein Stipendium erhalten hatte, begann er ein Studium der Philosophie an der Stanford University, das er jedoch ohne Abschluss wieder abbrach. Im Anschluss führte er Regie bei diversen Werbespots.
Erst 2004 gab er mit der Dramödie Adam & Paul sein Langfilmdebüt. Der Film brachte ihm unter anderem den Irish Film and Television Award in der Kategorie Best Director ein.
Im Jahr 2007 folgte sein zweiter Film Garage. Im gleichen Jahr drehte er die Fernsehserie Prosperity
Sein nächster Film What Richard Did bedeutete den Durchbruch für den bis dato unbekannten Schauspieler Jack Reynor. Anlässlich der Premiere des Films wurde Abrahamsons Frühwerk vom Irish Film Institute in einer Retrospektive geehrt.
Abrahmsons nächster Film Frank mit Domhnall Gleeson, Maggie Gyllenhaal und Michael Fassbender in den Hauptrollen feierte seine Premiere beim Sundance Film Festival 2014.
Ein Jahr später verfilmte Abrahamson mit Raum Emma Donoghues gleichnamigen Roman, der lose vom Kriminalfall des Josef Fritzl inspiriert wurde. Seine Regiearbeit brachte ihm u. a. eine Oscar-Nominierung ein.

## Filmografie (Auswahl)
- 1987: Mendel Walzman (Kurzfilm)
- 1991: 3 Joes (Kurzfilm)
- 2004: Adam & Paul
- 2007: Garage
- 2007: Prosperity (Fernsehserie, vier Episoden)
- 2012: What Richard Did
- 2014: Frank
- 2015: Raum (Room)
- 2018: The Little Stranger
- 2020: Normal People